# 碘化亚铊
碘化亚铊是一种无机化合物，化学式为{\displaystyle {\ce {TlI}}}。它是少数不可溶的金属碘化物之一，其它包括AgI、CuI、SnI2、SnI4、PbI2和HgI2。

## 化学性质
{\displaystyle {\ce {TlI}}}可以在水溶液中由可溶铊盐和碘化物的复分解反应而成。它也可以由用乙酸亚铊促进苯酚的碘化而成，以副产物的形式出现。
所有将{\displaystyle {\ce {TlI}}}氧化，产生碘化铊({\displaystyle {\ce {III}}})的尝试都失败了。它们形成三碘化铊，{\displaystyle {\ce {Tl^+}}}I3−。

## 物理性质
{\displaystyle {\ce {TlI}}}在室温下是黄色的，具有斜方晶系，可看作是扭曲的{\displaystyle {\ce {NaCl}}}结构。据信扭曲的结构是由有利的铊-铊相互作用引起的，最接近的{\displaystyle {\ce {Tl-Tl}}}距离为383 pm。在175°C下，黄色的碘化亚铊晶体变成红色的CsCl晶体。这种相变伴随着电导率的大约两个数量级的跃迁。往{\displaystyle {\ce {TlI}}}掺杂其它卤化物（如{\displaystyle {\ce {RbI}}}、{\displaystyle {\ce {CsI}}}、{\displaystyle {\ce {KI}}}、{\displaystyle {\ce {AgI}}}、{\displaystyle {\ce {TlBr}}}和{\displaystyle {\ce {TlCl}}}），可以将{\displaystyle {\ce {CsI}}}结构稳定到室温。因此，在某些环境下，杂质的存在可能是立方相和斜方相的TlI相共存的原因。 在160 kbar的高压下，{\displaystyle {\ce {TlI}}}会变成金属性导体。在{\displaystyle {\ce {LiF}}}，{\displaystyle {\ce {NaCl}}}或{\displaystyle {\ce {KBr}}}衬底上生长的纳米{\displaystyle {\ce {TlI}}}薄膜具有立方石盐结构。

## 应用
碘化亚铊可以添加到水银弧光灯中，改善性能。所产生的光主要在可见光谱的青色部分中，被水吸收得最少，因此可用于水下照明。碘化亚铊也可以与NaI或CsI一起痕量使用，以生产用于辐射探测器的闪烁体探测器。

## 天然存在
天然的碘化亚铊矿物只是最近才发现的，是一种正交晶型的多晶形物，称为。它起源于火山喷气孔。

## 安全性
和其它铊化合物一样，碘化亚铊有剧毒。